# Revolución de los Chihuahuas
La Revolución de los Chihuahuas denominada también como la primer guerra civil ecuatoriana, o el pacto entre Flores-Rocafuerte,fue el primer levantamiento armado en el Estado del Ecuador, fue comandado por el abogado Vicente Rocafuerte creando una jefatura suprema en Guayaquil contra el gobierno autoritario del primer presidente y fundador del Ecuador el general Juan José Flores,en un principio la guerra fue liderada por Vicente Rocafuerte contra Juan José Flores, sin embargo al caer derrotado por el gobierno y el nacimiento de una jefatura suprema al mando del abogado José Félix Valdivieso, ambos formaron una alianza para derrotar a la facción sublevada.

## Antecedentes

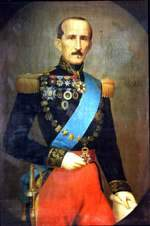
Retrato del general Juan José Flores. Primer Presidente del Ecuador.

El político y militar de origen venezolano Juan José Flores lideró el 13 de mayo de 1830 un movimiento separatista destinado a separar el Distrito del Sur de la República de Colombia, conformándose el Estado del Ecuador.
Una asamblea constituyente reunida en Riobamba promulgó la Primera Constitución de 1830. Sancionada la Constitución, Juan José Flores fue elegido Presidente Constitucional de la República el 22 de septiembre de 1830.
El gobierno del primer presidente del Ecuador provocó muy prontamente la desilusión de la población ecuatoriana. Los abusos de los jefes militares extranjeros, la dilapidación de los fondos públicos del Estado, el incumplimiento en el pago de los salarios de los rangos inferiores del ejército, el desprecio que Juan José Flores desprendía a las familias de la antigua aristocracia colonial de la capital (Quito) y la derrota del Ecuador en la Guerra del Cauca de 1832 provocaron la organización de grupos de oposición.
En este contexto nacería en 1833 la sociedad nacionalista de El Quiteño Libre fundada en Quito conformada por militares, intelectuales y aristócratas terratenientes ecuatorianos. 
Dicha sociedad publicó -a partir del 12 de mayo de ese mismo año- un periódico al que llamaron El Quiteño Libre. Uno de los escritores del periódico fue Pedro Moncayo.
El periódico de esencia nacionalista y antimilitarista duró desde el 12 de mayo de 1833 hasta el 14 de septiembre de 1833.
Para contrarrestar El Quiteño Libre el presidente fundó tres periódicos en Guayaquil, Quito y Cuenca respectivamente para que lo respaldarán.
El objetivo del periódico era denunciar los errores del gobierno: la dilapidación del tesoro en los partidarios del gobierno (principalmente altos mandos del ejército), el mal uso de los recursos obtenidos mediante deuda pública, exponer a la opinión pública la inercia del gobierno en castigar la falsificación de la moneda y los abusos de poder de los gobernadores extranjeros en las provincias.
El Quiteño Libre aprovechando la renovación parcial del Congreso en 1833, promovió la candidatura de Vicente Rocafuerte y resultó elegido diputado por la provincia de Pichincha.
Reunido el Congreso (del que no participó Vicente Rocafuerte por encontrarse enfermo), el gobierno floreano pidió facultades extraordinarias ya que, según afirmaba, la paz pública estaba amenazada por una inminente revolución. Luego de un debate parlamentario acalorado, las facultades extraordinarias fueron concedidas. Con el otorgamiento de poderes dictatoriales, se procedió a clausurar la sociedad del El Quiteño Libre. Los miembros Pedro Moncayo y Roberto de Ascázubi fueron apresados con orden de destierro logrando los restantes miembros esconderse.

## Estalla la revolución en Guayaquil
Los miembros restantes de El Quiteño Libre tuvieron participación directa en la revolución militar antifloreana que el 12 de octubre de 1833 estalló en Guayaquil dirigida por el comandante militar Pedro Mena que ejercía el cargo de jefe de la guarnición y que proclamó la Jefatura Suprema de Vicente Rocafuerte (que fue liberado cuando era conducido al destierro por el gobierno). Fue por esto que, cuando el presidente Flores se trasladó a dicha ciudad para sofocar el movimiento, sus miembros aprovecharon para en la noche del 19 de octubre de 1833 intentar asaltar el cuartel del batallón de artillería de Quito; pero no contaban con ser víctimas de una emboscada donde fueron capturados y luego asesinados el coronel Francisco Hall, José Conde, Nicolás Albán y Camilo Echanique apareciendo al día siguiente sus cadáveres colgando desnudos de un poste.
El comandante Pedro Mena había destacado en Babahoyo una unidad militar de 100 hombres. El coronel Juan Otamendi llegó a dicha población la noche del 20 de noviembre de 1833, se enfrentó a los revolucionarios y luego de breve combate sometió, hizo prisionero  y dispersó al resto de facciosos.
Despejado el camino, el presidente Flores inició la marcha hacia Guayaquil. El 24 de noviembre de 1833 se iniciaba la operación contra Guayaquil donde las fuerzas gobiernistas logran conquistar la ciudad.
Acosados por Flores, Rocafuerte y Mena se refugiaron en la isla Puná donde establecieron su cuartel general, contando con la poderosa fragata “Colombia”, que apoyó el bloqueo naval que ordenó Rocafuerte al golfo de Guayaquil el 20 de diciembre de 1833.

## Rebelión de la Sierra Ecuatoriana

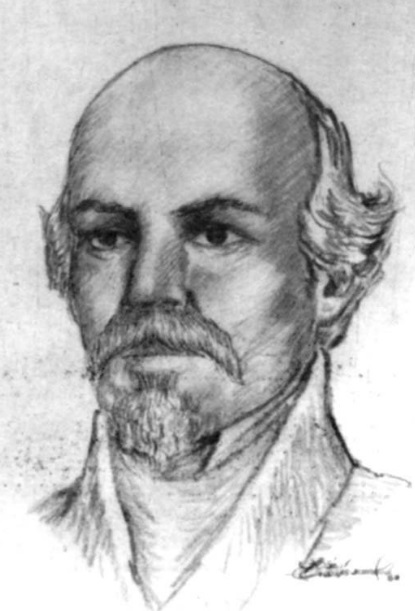
Retrato de José Félix Valdivieso.

El odio a Flores y su camarilla iba peligrosamente generalizándose. Ecuatorianos que habían emigrado a la República de la Nueva Granada luego de la masacre de la noche del 19 de octubre de 1833, incentivados por los enfrentamientos suscitados en Guayaquil, organizan un grupo armado para retornar al país. Entre los principales cabecillas de esta nueva fracción revolucionaria destacaban: el general José María Sáenz y Manuel de Ascázubi.
El pequeño ejército de Sáenz sería derrotado y capturado. Sus miembros y su jefe finalmente fueron asesinados en la hacienda de Pesillo (ubicada en la provincia de Imbabura) el 23 de abril de 1834.
Mientras Vicente Rocafuerte viajaba a la República del Perú con la intención de conseguir apoyo para continuar la revolución, el 12 de junio de 1834 estalla en Ibarra y Otavalo la revolución que proclama la Jefatura Suprema de José Félix Valdivieso que inmediatamente fue respaldada por todos los pueblos del interior que reconocieron y aceptaron su autoridad.
Ante aquel panorama incierto y sombrío, decidió el presidente Flores eliminar a Rocafuerte para orientar su esfuerzo a un solo frente: sofocar los movimientos revolucionarios de la sierra.
La noche del 18 de junio de 1834, mediante audaz golpe de mano, fue capturado en la isla de Puná y conducido a un cuartel de Guayaquil el caudillo Vicente Rocafuerte. Las conversaciones y tratativas que siguieron dieron como resultado la alianza política de Flores y Rocafuerte con el objetivo de eliminar la amenaza de José Félix Valdivieso cuyo ejército acababa de conquistar la capital.
Con la alianza Rocafuerte-Flores, éste como jefe del ejército, aquél como Jefe Supremo y con la proclamación de José Félix Valdivieso en Quito, se establecían dos grupos político-militares definidos: los llamados "Restauradores" (Valdivieso) y los "Convencionales" (Flores).
El 10 de septiembre de 1834, una vez concluido el período constitucional de Juan José Flores, se convocó a una Junta Popular para que se pronunciarse por aquel que debía ejercer el Mando Supremo (dignidad que recayó en Vicente Rocafuerte).

## Estalla la guerra civil. Victoria de Vicente Rocafuerte y de la Revolución de los Chihuahuas
En estas circunstancias Valdivieso convocó a una asamblea constituyente que se reunió en Quito el 7 de enero de 1835, entregó al general Isidoro Barriga el mando de su ejército para impedir el avance de Flores contra la capital ante la inminente guerra civil. Barriga marchó hacia la Costa llegando hasta Babahoyo donde se produjo el encuentro con las tropas enemigas. Tras una serie de combates menores los convencionalistas se impusieron y los restauradores tuvieron que retroceder a la provincia de Chimborazo, momento en que Barriga pidió ser relevado del comando que fue ofrecido al gobernador de Pasto, general José María Obando, que lo rechazó, forzando de este modo a Barriga a permanecer en el mando.
Finalmente tras varios movimientos el enfrentamiento decisivo se libró el 18 de enero de 1835 cerca de Ambato, donde las fuerzas "Convencionales" derrotaron a los "Restauradores" en la sangrienta batalla de Miñarica.
Tras conocerse las noticias de la batalla, Valdivieso decretó la muerte del Estado del Ecuador y proclamó su adhesión a la República de Nueva Granada y dio por terminada las sesiones de la asamblea constituyente.
Después del sangriento episodio de Miñarica, Flores entraba en Quito el 23 de enero de 1835, presionando de inmediato la proclamación de Vicente Rocafuerte como Jefe Supremo del país, a despecho de Valdivieso y sus partidarios que escapaban aterrorizados a la vecina República de Nueva Granada debido a la orden que recibió el coronel Fernando Ayarza de capturar y castigar a los miembros del régimen político caído.
Allanado el camino llegó Rocafuerte a la capital el 20 de abril del mismo año. El 22 de junio de 1835 se instaló una nueva asamblea constituyente en Ambato, cuyos miembros por mayoría lo eligieron como Presidente Constitucional de la República del Ecuador para un período de cuatro años y de paso dictaron la nueva Constitución que regirá los destinos del país.